# ジョナサン・ヘフラー

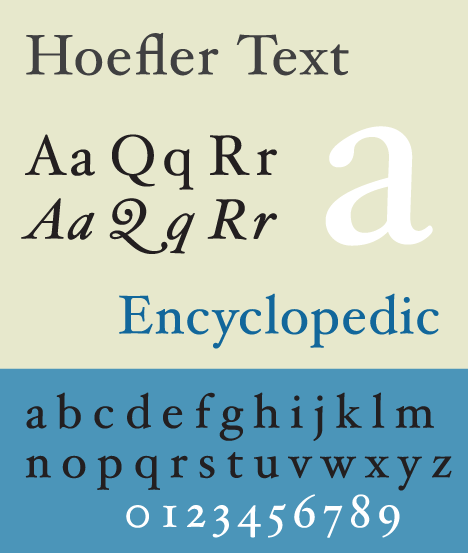
1991年にヘフラーによってデザインされたセリフ書体、Hoefler Text

ジョナサン・ヘフラー（Jonathan Hoefler、[ˈhɛflər]、1970年8月22日 - ）は、アメリカ合衆国の書体デザイナーである。1989年にニューヨークで書体制作会社Hoefler Type Foundryを設立した。

## 生い立ち
ジョナサン・ヘフラーは、1970年8月22日にニューヨーク市で生まれた。父は舞台美術家・プロデューサーのチャールズ・ヘフラー、母はドリーン・ベンジャミンである。幼少期、カスタードの箱に印刷されていたGill Sansの文字に魅了されたことが、タイポグラフィデザインへの関心を抱くきっかけとなった。ほぼ独学で書体設計を学び、1989年にHoefler Type Foundryを設立する前には、雑誌アートディレクターのロジャー・ブラックとともに活動していた。

## 経歴
ヘフラーのChampion Gothicは、19世紀のウッドタイプに着想を得た書体であり、1989年の会社設立直後に『スポーツ・イラストレイテッド』誌の依頼で制作された。1997年、ドイツの書体制作会社のカタログを購入しようとしていた際、書体デザイナーのトバイアス・フリア＝ジョーンズと出会う。1999年、ヘフラーはフリア＝ジョーンズとともに活動を開始し、2005年から2014年までHoefler & Frere-Jonesの名称でパートナーシップを組んで事業を運営した。2000年には、フリア＝ジョーンズの指揮のもと、『GQ』誌のために書体Gothamを制作し、この書体は以後20年間にわたり最も成功した書体の一つとして広く知られるようになった。
ヘフラーの書体設計は、まず歴史的資料の調査から始まり、その後プログラミング言語Pythonを用いて反復作業を自動化する手法をとる。彼の書体は体系的かつ論理的であり、調査に基づいた特徴を組み込んでいる。ヘフラーは、『ローリング・ストーン』、『ハーパーズ バザー』、『ニューヨーク・タイムズ・マガジン』、『スポーツ・イラストレイテッド』、『エスクァイア』などの雑誌や、ソロモン・R・グッゲンハイム美術館、オルタナティブロックバンドゼイ・マイト・ビー・ジャイアンツを含む複数の団体向けにオリジナル書体を制作している。中でも最も知られる作品の一つが、アップル・コンピュータのために制作されたHoefler Textファミリーであり、現在ではmacOSに標準搭載されている。
2014年1月、フリア＝ジョーンズはニューヨーク州最高裁判所において、ヘフラーが自身を欺いたとして2000万ドルの損害賠償を求める訴訟を起こした。フリア＝ジョーンズは、1999年にヘフラーと口頭で結んだ五分五分のパートナー契約が法的拘束力を持つと主張した。これを受けヘフラーは、フリア＝ジョーンズはあくまで従業員であるとして社名をHoefler & Co.に戻し、両者は「独立した事業体」であるとする契約があったと主張して訴訟の棄却を求めた。この訴訟は2014年9月に和解が成立している。
2021年9月15日、モノタイプはHoefler & Co.およびそのフォント資産の買収を発表した。これに伴い、ジョナサン・ヘフラーは同社からの引退を表明した。

## 受賞歴と評価
1995年、ヘフラーは『I.D.』誌により「アメリカで最も影響力のあるデザイナー40人」の一人に選出された。2002年には、書体デザインにおける卓越した貢献が評価され、国際タイポグラフィ協会 (ATypI) からその最高栄誉であるシャルル・ペイニョ賞を授与された。
ヘフラーの作品は、クーパー・ヒューイット国立デザイン博物館の永久コレクションに収蔵されている。2011年には、ニューヨーク近代美術館がMercuryおよびHTF Didotの2書体を収蔵した。
2013年、ヘフラーとフリア＝ジョーンズは「卓越したクラフトマンシップ、緻密な歴史的参照、そして洞察に満ちた地域的要素の考慮を通じて、タイポグラフィの世界に貢献した」ことにより、AIGAメダルを授与された。

## 書体
ジョナサン・ヘフラーの手がけた書体には次のようなものがある。
- Gestalt、1990年
- Champion Gothic、1990年
- Hoefler Text、1991年
- Ideal Sans、1991年
- Ziggurat、1991年
- Leviathan、1991年
- Mazarin、1991年
- HTF Didot、1992年
- Requiem Text（英語版）、1992年
- Saracen、1992年
- Acropolis、1993年
- NYT Cheltenham、1993年
- Knox、1993年
- Historical Allsorts、1994年
- Knockout、1994年
- Fetish、1994年
- Neutrino、1994年
- Quantico、1994年
- Oratorio、1994年
- Troubadour、1994年
- William Maxwell、1994年
- Deseret、1995年
- Jupiter、1995年
- Pavisse、1995年
- Verlag（旧称Guggenheim）、1996年
- Giant（旧称They Might Be Gothic）、1996年
- New Amsterdam、1996年
- Hoefler Titling、1996年
- Plainsong、1996年
- Kapellmeister、1997年
- Numbers、（トバイアス・フリア＝ジョーンズとの共作）、1997年 - 2006年
- Mercury、（トバイアス・フリア＝ジョーンズとの共作）、1997年
- Radio City、1998年
- Vitesse、（トバイアス・フリア＝ジョーンズとの共作）、2000年
- Deluxe、2000年
- Cyclone、2000年
- Topaz、2000年
- Lever Sans、（トバイアス・フリア＝ジョーンズとの共作）、2000年
- Archer（英語版）、（トバイアス・フリア＝ジョーンズとの共作）、2001年
- Chronicle、（トバイアス・フリア＝ジョーンズとの共作）、2002年
- Sentinel、（トバイアス・フリア＝ジョーンズとの共作）、2002年
- Operator、（アンディ・クライマーとの共作）、2016年[13]
- Inkwell、（ジョーダン・ベルとの共作）、2017年[14]
- Decimal、2019年
- Sentinel Ornaments（Sentinelの拡張）、2021年
- Sagittarius、2021年[15]